# Trandolapryl
Trandolapryl – organiczny związek chemiczny, lek z grupy inhibitorów konwertazy angiotensyny stosowany głównie w terapii nadciśnienia tętniczego. Jest prolekiem, jego aktywną formą jest trandolaprylat.

Trandolaprylat – aktywny metabolit trandolaprylu

## Mechanizm działania
Trandolapryl powoduje zahamowanie działania konwertazy angiotensyny i w efekcie zmniejszenie stężenia angiotensyny II. Końcowym efektem jest spadek ciśnienia tętniczego.

## Wskazania
Zarejestrowanymi w Polsce wskazaniami do stosowania trandolaprylu są: nadciśnienie tętnicze, zastoinowa niewydolność serca, oraz zaburzenia czynności lewej komory serca u pacjentów po zawale mięśnia sercowego.

## Dawkowanie
Dawka początkowa wynosi od 0,5 mg/d (u pacjentów z niewydolnością wątroby czy zastoinową niewydolnością serca) do 2 mg/d (pacjenci z nadciśnieniem tętniczym). Lek podaje się raz na dobę. Maksymalną dawką są 4 mg/d.
Lek na rynku występuje w dawkach: 0,5 mg i 2 mg.

## Preparaty
W Polsce trandolapryl jest dostępny pod nazwą handlową Gopten (Abbot) jako preparat prosty, oraz w połączeniu z werapamilem jako Tarka (Abbot).
Na świecie jest sprzedawany jako Mavik.